# Camillo Zancani
Camillo Zancani (Egna, 23 agosto 1820 – Venezia, 26 dicembre 1888) è stato un patriota italiano, garibaldino altoatesino che partecipò alla spedizione dei Mille.

## Biografia
Camillo Zancan nacque il 23 agosto 1820 ad Egna, in Alto Adige, da Giuseppe Zancan e Lucia Pellegrini. I nomi della famiglia però sugli atti battesimali vennero germanizzati dal parroco, trasformandoli in Kamillus Joseph Thomas Zancan, Joseph Zancan e Luzia Pellegrini. Il padre era originario di Arsiero, Vicenza, ma si era trasferito ad Egna dopo il matrimonio, nel 1818, per gestire la locale Osteria all'Agnello. 
Camillo Zancan aveva quattro sorelle (Marina, Maria Adelaide, Caterina Lucia e Leopoldina Carolina), due più grandi di lui e due più piccole. Le sorelle nacquero ad Egna anch'esse, eccezion fatta per la più grande, che invece ebbe Rovereto come città natale. In pieno clima risorgimentale Zancan aderì alle idee mazziniane, divenendo quindi un fervente repubblicano. Agli inizi di luglio del 1847 l’orchestra e i cantanti dell’Opera di Trento eseguirono l’inno a Pio IX, dichiarato fuori legge dagli austriaci.
Il pubblico reagì sventolando fazzoletti ed emblemi bianco-gialli (colori pontifici) forniti proprio dal patriota altoatesino, che in questo modo compì una delle sue prime imprese.
Gli anni 1847 e 1848 furono molto caldi per il Trentino, come per tutta Europa, in pieni fermenti nazionalistici. Il 19 marzo 1848 i cittadini di Trento scesero in piazza per chiedere l'unione del Trentino al Regno Lombardo-Veneto, l'uscita dalla Confederazione germanica, l'alleggerimento della pressione fiscale e l'istituzione di una Guardia Nazionale nel capoluogo tridentino. In quest'occasione Camillo Zancan tenne un discorso patriottico dinnanzi al municipio. La rivolta però venne repressa dai soldati austriaci, i quali spararono sulla folla uccidendo quattro persone, tra le quali due ragazzi di 11 e 16 anni. Nella notte tra l'8 e il 9 aprile gli austriaci decisero di arrestare quattro notabili locali, come garanzia dell'ordine pubblico appena restaurato. Venuto a conoscenza degli arresti, la mattina del 9 aprile Camillo scappò a Vicenza, ove si unì al Corpo Franco di Arnaldo Fusinato. Col Corpo Franco partecipò, così, ai combattimenti a Pian delle Fugazze, Padova e Vicenza. A giugno, invece, dopo che gli asburgici presero Vicenza il patriota si recò a Brescia, dove si unì alla Legione Tridentina, dalla quale si congederà verso la fine agosto. 
Alla fine Zancan tornò a Trento, in virtù di un'amnistia concessa dagli austriaci. Questi ultimi, tuttavia, incominciarono a sorvegliarlo: proprio per questa ragione modificò il suo cognome in Zancani, in modo tale da sfuggire ai controlli. 

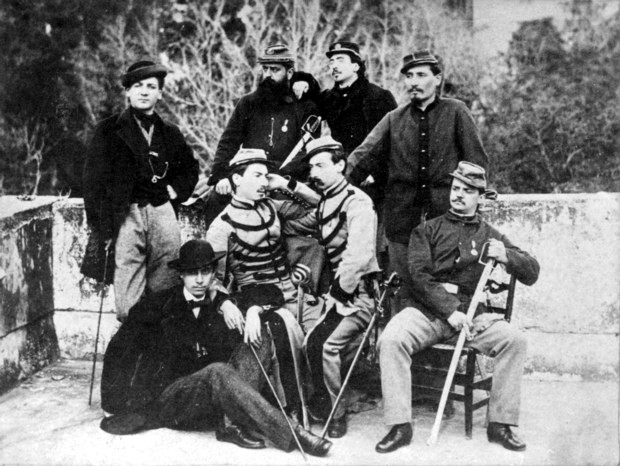
Volontari trentini al comando delle truppe garibaldine dopo la Battaglia del Volturno. Da sinistra in piedi il luogotenente Adolfo Faconti, i capitani Camillo Zancani e Oreste Baratieri, il luogotenente Enoch Bezzi. Seduti da sinistra il sottotenente Francesco Martini, il capitano Ergisto Bezzi, il luogotenente Filippo Tranquillini e il luogotenente Giuseppe Fontana.

Nel 1859 si arruolò volontario nei Cacciatori delle Alpi, partecipando nel maggio ai combattimenti presso Varese e San Fermo, mentre nel 1860 pugnò insieme ai Mille in Sicilia, venendo ferito a Calatafimi, guadagnandosi, così, il grado di sergente. Dopo essersi rimesso il garibaldino altoatesino combatté nei pressi di Palermo, dove venne nuovamente ferito, questa volta al ginocchio sinistro. Il 18 giugno venne nominato sottotenente e, una volta guarito, partecipò alla battaglia di Milazzo. A fine agosto sbarcò in Calabria, per poi risalire fino in Campania ove venne ferito per la terza volta, durante la battaglia del Volturno. Una volta finita la campagna nel Meridione diede le dimissioni, rifiutandosi di unirsi all'esercito regolare sabaudo. Il 5 maggio 1861 varcò il confine con l’Austria e di fronte alla gendarmeria di Trento dichiarò a gran voce le proprie idee irredentiste, chiedendo di essere arrestato: venne accontentato dagli austriaci che lo trasferirono nelle carceri di Innsbruck, ove rimase fino a novembre, quando venne rilasciato per prove insufficienti. Nel periodo successivo organizzò assieme a Giuseppe Mazzini un'operazione volta ad annettere il Trentino all'Italia. Zancani trasportò degli ordigni esplosivi nella Venezia Tridentina, ove vennero nascosti, soprattutto in grotte. Il tentativo insurrezionale però fallì prima ancora di essere attuato: il piano venne scoperto e i cospiratori arrestati dalla polizia austriaca e italiana. Zancani combatté nuovamente nella guerra del 1866 a Condino, durante la quale venne gravemente ferito dalle lance austriache e dai cavalli che lo calpestarono una volta disarcionato. L'episodio gli fece meritare la Croce dell’Ordine Militare di Savoia. Negli anni successivi si riabilitò e aderì alla neonata Associazione Italia Irredenta, arrivando ad esortare Garibaldi di invadere il Trentino nel 1878. 
Spirò a nella casa della sorella a Cannaregio (Venezia) il 26 dicembre 1888, amareggiato per il patto della Triplice Alleanza a cui aveva aderito l’Italia qualche anno prima (1882). La somma per i funerali venne messa disposizione dallo Stato per interessamento di Francesco Crispi. In casa del defunto, infatti, non venne trovato "un soldo per seppellirlo" (così affermò Cossovich, Presidente della Società dei Mille). 
Nel 1923 gli si dedicò la via principale di Egna e la locale scuola elementare, mentre l’anno dopo sulla sua casa, al 23 dell’attuale via A. Hofer, venne apposta una lapide che recitava:

“CAMILLO ZANCANI / DA EGNA / UFFICIALE DI GARIBALDI / A TUTTE LE LOTTE DEL RISORGIMENTO / ALLA LEGIONE TRENTINA DI ROMA / ALLE EPICHE ARMATE DI LOMBARDIA E DEL TRENTINO / ALLA SCHIERA LEGGENDARIA DEI MILLE / DIEDE IL SUO GRANDE CUORE / IL SANGUE DELLE SUE FERITE /FU LA SUA VITA PATIRE PER LA PATRIA / FU IL SOGNO DEGLI ULTIMI ANNI / POSARE LE VECCHIA OSSA CRIVELLATE / NELLA TERRA NATALE / QUESTA LAPIDE SULLA CASA PATERNA / POSE EGNA REDENTA / MEMORE DELL’EROE / 1820-1888". 

Quello stesso anno un busto in bronzo, opera dello scultore Luigi Cainero, venne fuso dalla ditta Colbacchini e figli di Trento, finendo per essere inaugurato, però, soltanto nel 1929. Una lapide venne collocata pure nella caserma della frazione Villa. Il testo recitava:

"CAMILLO ZANCANI/ NATO NEL 1820 A EGNA / MORTO NEL 1888 A VENEZIA / VOLONTARIO GARIBALDINO / PRESENTE SU TUTTI I CAMPI / DI BATTAGLIA DAL 1848 AL 1866 / DECORATO: / ORDINE MILITARE DI SAVOIA / DUE MEDAGLIE D’ARGENTO / FERITE RIPORTATE: / DA UNA PALLA DI RIMBALZO / AL BRACCIO DESTRO / DA UNA PALLA DI RIMBALZO /AL GINOCCHIO SINISTRO / DI LANCIA AL PETTO / DI LANCIA AL BRACCIO DESTRO / GIUGNO 1928 A. VI. E. F."

Durante l'occupazione nazista, avvenuta dopo l'8 settembre 1943, vennero distrutte tutte le lapidi e il busto, i quali non furono più ripristinati. Il busto danneggiato, in particolare, venne spostato nel dopoguerra al Museo trentino del Risorgimento, ove però da innumerevoli anni non è più possibile rintracciarlo. Rimane soltanto la via di Bolzano intitolata al garibaldino altoatesino. Stando al libro citato nella fonte, però, fino agli ultimi decenni del XX secolo pure la scuola elementare di Egna era dedicata a Camillo Zancani. Tuttavia, attualmente non esiste nessuna struttura scolastica, né ad Egna né nel resto del mondo, intitolata al patriota italiano.
Negli anni 1980 si costituì un Comitato Onoranze a Camillo Zancani nel Centenario della Morte, con il fine di apporre una lapide bilingue sulla casa natale del garibaldino. Il comitato nacque con il fervido augurio del Presidente della Repubblica Francesco Cossiga e vide la partecipazione di importanti personalità politiche, come il ministro della difesa Valerio Zanone e il segretario del PSI Bettino Craxi; la segreteria del comitato fu affidata ad Achille Ragazzoni, storico altoatesino residente a Collalbo. Non risulta tuttavia sia mai stata posta tale targa ad Egna.